# Божан Събчев Николов
Божан Събчев Николов е опълченец, адютант на ген. Столетов, знаменосец и тръбач на Шипченската опълченска чета

## Биография
роден през 1853 г. в село Овча могила, община Свищов, област Велико Търново.
Опълченец в Руско-турската освободителна война. Адютант на ген. Николай Столетов. Знаменосец и тръбач на Шипченската опълченска чета.
Председател на Църковното настоятелство в църквата „Света Троица“ в с. Овча могила. Основател на Селкооп „Изгрев“, с. Овча могила.
Награден с почетен адрес.
Женен за Ирмана Николова, с която имат 4 деца – Иванка, Тодор, Христаки и Ангел.